# Desa Pokoh Kidul
Desa Pokoh Kidul är en administrativ by i Indonesien.   Den ligger i provinsen Jawa Tengah, i den västra delen av landet, 500 km öster om huvudstaden Jakarta. Desa Pokoh Kidul ligger vid sjön Waduk Serbaguna Gajahmungkur.